# Amfreville-sous-les-Monts
Amfreville-sous-les-Monts – miejscowość i gmina we Francji, w regionie Normandia, w departamencie Eure. Przez miejscowość przepływa Sekwana. 
Według danych na rok 1990 gminę zamieszkiwało 445 osób, a gęstość zaludnienia wynosiła 59 osób/km² (wśród 1421 gmin Górnej Normandii Amfreville-sous-les-Monts plasuje się na 496. miejscu pod względem liczby ludności, natomiast pod względem powierzchni na miejscu 495.).